# 越服
越服（えつふく）、またはヴィエットフック（ベトナム語：Việt phục / 越服）はキン族の民族衣装とベトナムの非公式国家服のこと。アオザイを含む、ベトナムの人々がベトナムで着る伝統衣装である。ベトナムの衣類はベトナムの多様でダイナミックな文化的交流によって土着と外国の要素の両方をあわせ持つ、独特なベトナムスタイルの衣類の誕生に繋がった。

## 参照
1. ↑  vietnam.vnanet.vn (2022年2月22日). “ベトナム古代衣裳の新しい活力” (ベトナム語). vietnam.vnanet.vn. 2022年4月2日閲覧。
2. ↑  Đào Duy Anh
3. ↑  “78. Quốc Phục & Lễ Phục Truyền Thống Việt - Báo Xuân - Việt Báo Văn Học Nghệ Thuật”. 2015年11月5日閲覧。